# 岸和田市立城北小学校
岸和田市立城北小学校（きしわだしりつ じょうほくしょうがっこう）は、大阪府岸和田市荒木町にある公立小学校。

## 沿革
- 1971年（昭和46年）4月1日 - 岸和田市立新条小学校及び岸和田市立春木小学校から分離して開校。
- 2020年（令和2年） 11月14日 - 「創立50周年感謝の集い」開催[1]。

## 通学区域
- 春木旭町、吉井町1～2丁目、吉井町3丁目（1番～20番、26番～27番）吉井町4丁目（10番～16番）[2]

※卒業後は基本的に岸和田市立北中学校に進学する。